# Cahuzac (Tarn)
Cahuzac è un comune francese di 352 abitanti situato nel dipartimento del Tarn nella regione dell'Occitania.

## Società

### Evoluzione demografica
Abitanti censiti

## Siti e Monumenti

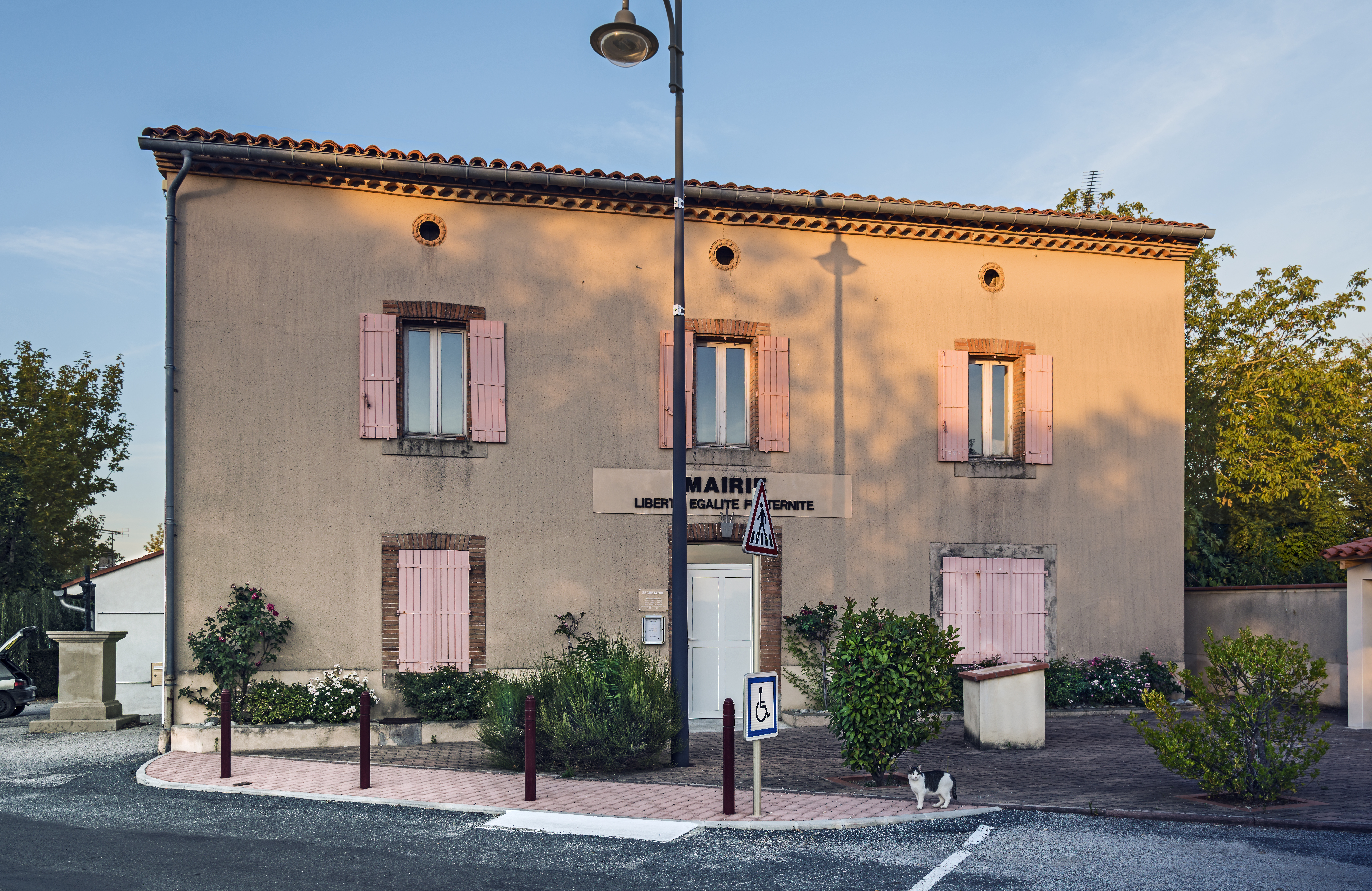
Il municipio. .
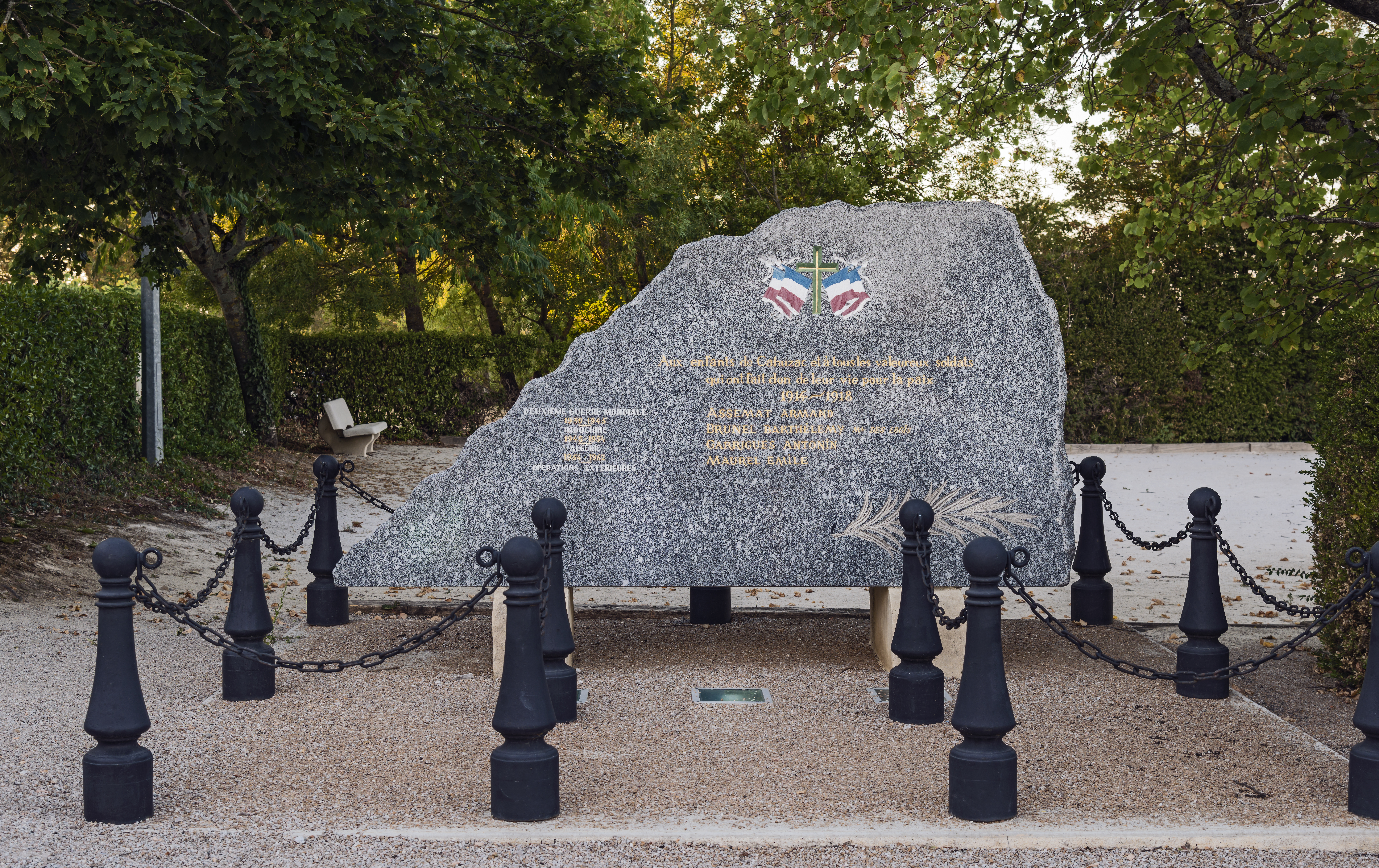
Il monumento ai caduti.
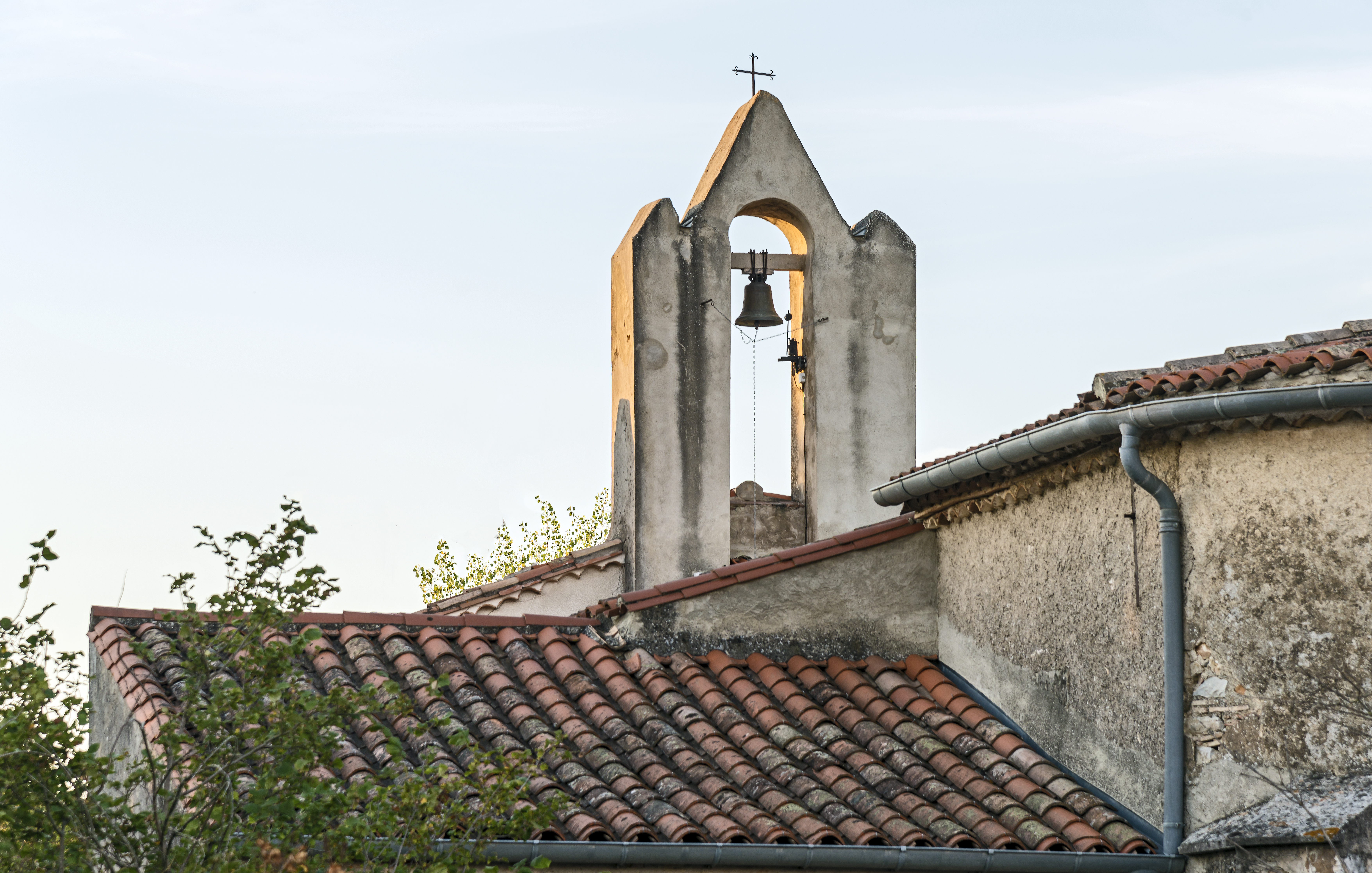
Il campanile della chiesa